# ایویکا هوروات
ایویکا هوروات (کرواتی: Ivica Horvat؛ ۱۶ ژوئیهٔ ۱۹۲۶ – ۲۷ اوت ۲۰۱۲) یک بازیکن فوتبال اهل یوگسلاوی بود.
از باشگاه‌هایی که در آن بازی کرده‌است می‌توان به دینامو زاگرب و باشگاه فوتبال اینتراخت فرانکفورت اشاره کرد.